# Cedro rosso
Sono commercialmente note sotto la denominazione di cedro rosso essenze legnose non direttamente riconducibili al genere Cedrus, ma a conifere delle Cupressaceae o delle Meliaceae. Tra queste, principale rilevanza assumono:
- il cedro rosso australiano (Australian Red Cedar) - Toona australis (o la sua variante sinensis)
- il cedro rosso americano dell'Est (Eastern Red Cedar) - Juniperus virginiana
- il cedro rosso acrocarpo - Acrocarpus fraxinifolius
- il cedro rosso americano dell'Ovest (Western Redcedar) - Thuja plicata
- il cedro rosso giapponese (Sugi) - Cryptomeria japonica (o la sua variante sinensis)
- la cedrela o cedro spagnolo (Spanish Cedar) - Cedrela odorata.